# NGC 91
NGC 91은 안드로메다자리 방향에 있는 항성이다.